# Nová Lehota
Nová Lehota je naseljeno mjesto u okrugu Nové Mesto nad Váhom u  Trenčínskom kraju u Slovačkoj.

## Stanovništvo
| Godina:     | 1993. | 2003.    | 2013.    | 2023.   |
| ----------- | ----- | -------- | -------- | ------- |
| Broj ljudi: | 282   | 235      | 199      | 197     |
| Razlika:    |       | -16,66 % | -15,31 % | -1,00 % |

| Godina:     | 2022. | 2023.   |
| ----------- | ----- | ------- |
| Broj ljudi: | 199   | 197     |
| Razlika:    |       | -1,00 % |

Prema podacima o broju stanovnika iz 2023. godine naselje je imalo 197 stanovnika.

## Vanjske poveznice
|  | Zajednički poslužitelj ima još gradiva o temi Nová Lehota |

- Službena stranica naselja (sl.)